# Variants d'histones
Les variants d'histones sont des protéines qui se substituent aux histones canoniques centrales (H3, H4, H2A, H2B) dans les nucléosomes eucaryotiques auxquels ils confèrent souvent des caractéristiques structurelles et fonctionnelles spécifiques.  Le terme pourrait également inclure un ensemble de variants de l'histone de liaison (H1), dépourvues d'isoforme canonique distinct.  Les différences entre les histones canoniques centrales et leurs variants peuvent être résumées comme suivant: (1) les histones canoniques sont dépendantes de la réplication et sont exprimées pendant la phase S du cycle cellulaire, tandis que les variants d'histone sont indépendants de la réplication et sont exprimés pendant tout le cycle cellulaire ; (2) chez les animaux, les gènes codant les histones canoniques sont généralement regroupés le long d'un même chromosome, sont présents en de multiples copies et comptent parmi les protéines les plus conservées connues, alors que les variants d'histone sont souvent des gènes à copie unique et présentent un degré de variation élevé entre espèces; (3) les gènes des histones canoniques manquent d'introns et utilisent une structure en épingle à cheveux à l'extrémité 3' de leur ARNm qui n'est pas polyadénylée chez les métazoaires, alors que les gènes variants d'histone peuvent avoir des introns et leur queue d'ARNm est généralement polyadénylée.  Les organismes multicellulaires complexes ont généralement un grand nombre de variants d'histones fournissant une variété de fonctions différentes.  Des données récentes ont été accumulées sur les rôles de divers variants d'histones mettant en évidence les liens fonctionnels entre les variants et la régulation fine du développement de l'organisme. 

## Nomenclature des variants d'histone
La nomenclature des variants d'histones est compliquée par les différents noms attribués historiquement à des protéines homologues appartenant à différentes espèces.  Une nomenclature unifiée récemment suggérée pour les variants d'histone suit une approche basée sur la phylogénie pour nommer les variants.  Selon cette nomenclature, les suffixes de lettres ou préfixes sont principalement utilisés pour désigner des clades monophylétiques structurellement distincts d’une famille d’histones (par exemple: H2A.X, H2A.Z, H2B.W, subH2B, macroH2A).  Les suffixes numériques sont supposés être espèce-spécifiques (par exemple  H1.1), mais sont encouragés à être utilisés de manière cohérente entre les espèces lorsque les orthologies uniques sont claires.  Cependant, pour des raisons historiques, la dénomination de certaines variantes peut toujours différer de ces règles. 

## Variants de l'histone H3
Parmi les eucaryotes, les variants de l'histone H3 les plus courants sont H3.3 et le variant de H3 centromérique (cenH3, appelé également CENPA chez l'homme).  Les variants espèce-spécifiques les mieux étudiés incluent H3.1, H3.2, TS H3.4 (mammifères), H3.5 (hominidés), H3.  Y (primates ).  Hormis l'histone cenH3, les variants H3 conservent une séquence hautement conservée ne différant que de quelques acides aminés,.  Il a été démontré que l’histone H3.3 joue un rôle important dans le maintien de l’intégrité du génome au cours du développement des mammifères. 

## Variants de l'histone H4
L'histone H4 est l'une des protéines à l'évolution la plus lente, sans variant fonctionnel dans la majorité des espèces.  La raison de l'absence de variants de séquence reste obscure.  Les trypanosomes sont connus pour avoir une variante de H4 appelée H4.V. Chez la drosophile, il existe des gènes de remplacement de H4 qui sont exprimés de manière constitutive tout au long du cycle cellulaire et qui codent des protéines dont la séquence est identique à celle de l'H4 principale. 

## Variants de l'histone H2A
L'histone H2A possède le plus grand nombre de variants connus, dont certains sont relativement bien caractérisés,,.  H2A.X  est le variant H2A le plus courant, avec le motif de séquence «SQ(E/DΦ)» (où Φ représente un résidu hydrophobe, généralement Tyr chez les mammifères).  Il devient phosphorylé au cours de la réponse aux dommages à l'ADN, du remodelage de la chromatine et de l'inactivation du chromosome X dans les cellules somatiques.  H2A.X  et l'H2A canoniques ont divergé plusieurs fois dans l’histoire phylogénétique, mais chaque version H2A.X est caractérisée par une structure et une fonction similaires, suggérant qu'elle peut représenter l'état ancestral.  H2A.Z  régule la transcription, la réparation de l'ADN, la suppression de l'ARN antisens et le recrutement de l'ARN polymérase II.  Les caractéristiques notables de H2A.Z comprennent un motif de séquence 'DEELD', une insertion d'un acide aminé dans la boucle L1 et une délétion d'un acide aminé dans le domaine d'ancrage par rapport à l'H2A canonique.  Il a été suggéré  que le variant H2A Z.2 a été suggéré conduit à la progression du mélanome malin.  L'H2A canonique peut être échangé contre H2A.Z dans les nucléosomes par des enzymes spéciales de remodelage. MacroH2A contient un domaine de pli d'histones et un très long domaine C-terminal capable de lier le poly-ADP-ribose.  Ce variant d'histone est utilisée dans l'inactivation du chromosome X et la régulation de la transcription.  Les structures des deux domaines ont été résolues, mais le lien inter-domaines est trop flexible pour être cristallisé.  H2A.B (variante déficiente du corpuscule de Barr) est une variante spécifique aux mammifères en rapide évolution, connu pour son implication dans la spermatogenèse.  H2A.B a un domaine d'amarrage raccourci, qui entoure une courte région d'ADN.  Les variants H2A.L  et H2A.P sont étroitement liés à H2A.B, mais sont moins étudiés.  H2A.W est un variant spécifique aux plantes avec des motifs SPKK à l'extrémité N-terminale avec une activité putative de liaison aux sillon mineur de l'ADN.  H2A.1 est un variant mammifère spécifique aux testicules, aux ovocytes et aux zygotes.  Il peut préférentiellement se dimériser avec H2B.1 .  Jusqu'ici, il n'a été caractérisé que chez la souris, mais il existe un gène similaire chez l'homme, situé à l'extrémité du plus grand groupe de gènes d'histones.  Actuellement, d'autres variants H2A moins étudiés commencent à émerger, tels que H2A.J. 

## Variants de l'histone H2B
Le type d'histone H2B est connu pour avoir un nombre limité de variants au moins chez les mammifères, les apicomplexes et les oursins,,,.  H2B.1 est un variant spécifique du testicule, des ovocytes et du zygote qui forme des particules sous-nucléosomales, au moins dans les spermatides.  Il peut se dimériser avec H2A.L et H2A.1.  H2B.W est impliqué dans la spermatogenèse, les fonctions associées au télomère dans le sperme et est retrouvé dans les cellules spermatogènes.  Il est caractérisé par l'extension de la queue N-terminale. Le variant subH2B participe à la régulation de la spermiogenèse et se trouve dans une particule non nucléosomale dans le sous-acrosome des spermatozoïdes.  Ce variant présente un signal de localisation nucléaire bipartite.  H2B.Z est un variant spécifique de l'apicomplexe connu pour interagir avec H2A.Z. L'«H2B spermatozoïde» est un groupe présumé qui contient des histones H2B sécifiques aux spermatozoïdes chez les oursins et d'oursins de sable et qui est potentiellement commun chez les échinacées. Le variant H2B.E, récemment découvert, est impliqué dans la régulation de la fonction des neurones olfactifs chez la souris. 

## Bases de données et ressources
"HistoneDB 2.0 - with variants" , une base de données d'histones et de leurs variantes gérée par le National Center for Biotechnology Information , constitue actuellement la ressource la plus complète sur les histones et leurs variants, triée manuellement, qui suit la nouvelle nomenclature unifiée basée sur la phylogénie.  "Histome: The Histone Infobase" est une base de données triée manuellement sur les variants d'histone chez l'homme et les modifications post-traductionnelles associées ainsi que les enzymes modifiants.  MS_HistoneDB est une base de données à base de protéines préparée manuellement, à orientation protéomique, pour les variants d'histones murins et humains. 